# BMW X4
BMW X4 — компактне 4 (5)-дверне повнопривідне SUV-Coupé, або як сама фірма-виробник BMW позначає цю модель - SAC (sports activity coupe) середнього класо-розміру.
Модель Х4 у баварського автовиробника BMW є другою моделлю в ряду SUV-Coupé, її також називають «молодшим братом» Х6 (але нічого, крім зовнішнього вигляду їх не пов'язує). Авто було запроєктовано на базі Х3 (базова платформа) точно так, як свого часу Х6 була спроєктована на платформі BMW Х5.

## Перше покоління

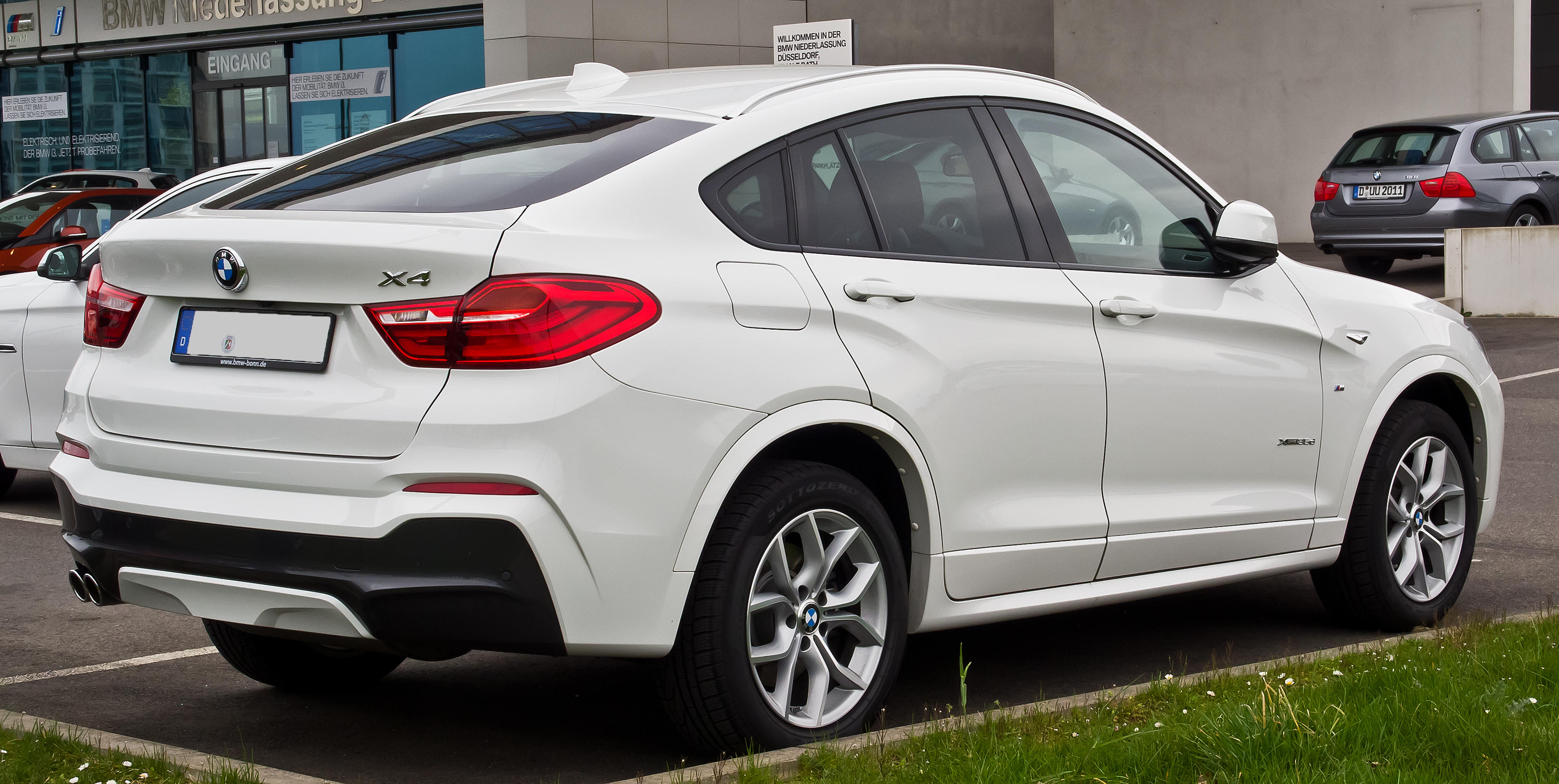
BMW X4 xDrive35d M-Sportpaket (F26)

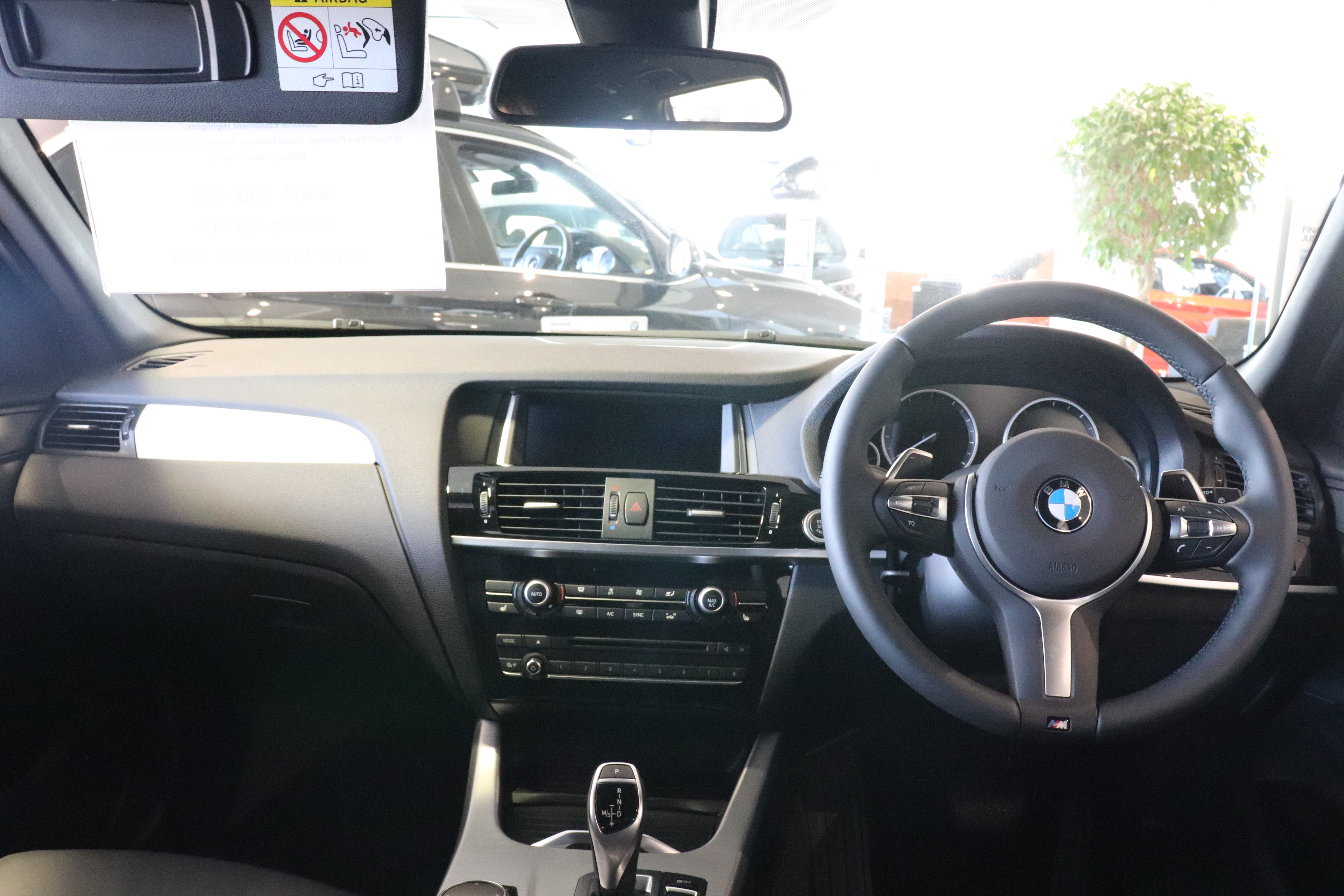

Модель була вперше продемонстрована на Автошоу в Шанхаї в 2013 році як концепт-кар. Початок серійного виробництва і продажу — квітень 2014 року. Виробляється на заводі BMW в м. Спартанбург (Південна Кароліна, США). X4 обладнується 4- та 6-циліндровими — трьома бензиновими та трьома дизельними двигунами.
В інтер'єрі залишилося багато від X3, але є і відмінності, наприклад в водійському і задньому сидіннях. X4 обладнаний радіо, контролером iDrive, центральним дисплеєм, спортивним рульовим колесом, опціонально доступні світлодіодні фари, навігаційна система, проєкційний дисплей.
BMW Х4 — розкішний позашляховик, який «пірнає» в повороти, залишаючись стійким. X4 xDrive35i вважається найшвидшим автомобілем, завдяки 8-ступінчастій автоматичній коробці передач і 6-циліндерному двигуну з турбонаддувом, потужністю в 300 к.с. Підвіску можна налаштовувати на 4 режими: Sport +, Sport, Comfort і Eco Pro. Поряд з повним приводом і шинами бічної підтримки, всі моделі BMW X4 2016 року було оснащено функціональними можливостями Bluetooth і USB, які включають в себе Mobile Office для використання електронної пошти, листування та інших функцій Вашого автомобіля. З огляду на його спортивний характер, Х4 також оснащений підрульовими пелюстками для регулювання автоматичної коробки передач, які доповнюють режим Sport і Sport +. Інші базові функції включають HD радіо, задній парктронік, а модель xDrive35i і систему об'ємного звучання Harman / Kardon.
Перше покоління BMW Х4 розійшлося тиражем близько 200 000 автомобілів.

### Двигуни
| Модельний варіант | Потужність         | Крутний момент | V·макс   | Прискорення 0-100 км/год | Вага     | Споживання пального   |
| ----------------- | ------------------ | -------------- | -------- | ------------------------ | -------- | --------------------- |
| xDrive 20d        | 190 к.с./140 кВт   | 400 Нм         | 212 км/г | 8,0 с                    | 1.730 кг | 5,2 л/100 км (дизель) |
| xDrive 20d Aut.   | 190 к.с./140 кВт   | 400 Нм         | 212 км/г | 8,0 с                    | 1.745 кг | 5,2 л/100 км (дизель) |
| xDrive 30d Aut.   | 258 к.с./190 кВт   | 560 Нм         | 234 км/г | 5,8 c                    | 1.820 кг | 5,9 л/100 км (дизель) |
| xDrive 35d Aut.   | 313 к.с./ 230 кВт  | 630 Нм         | 247 км/г | 5,2 c                    | 1.860 кг | 6,0 л/100 км (дизель) |
| xDrive 20i Aut.   | 184 к.с. / 135 кВт | 270 Нм         | 212 км/г | 8,1 c                    | 1.735 кг | 7,2 л/100 км (бензин) |
| xDrive 28i Aut.   | 245 к.с./ 180 кВт  | 350 Нм         | 232 км/г | 6,4 с                    | 1.770 кг | 7,3 л/100 км (бензин) |
| xDrive 35i Aut.   | 305 к.с. /225 кВт  | 400 Нм         | 247 км/г | 5,5 с                    | 1.815 кг | 8,3 л/100 км (бензин) |

## Друге покоління

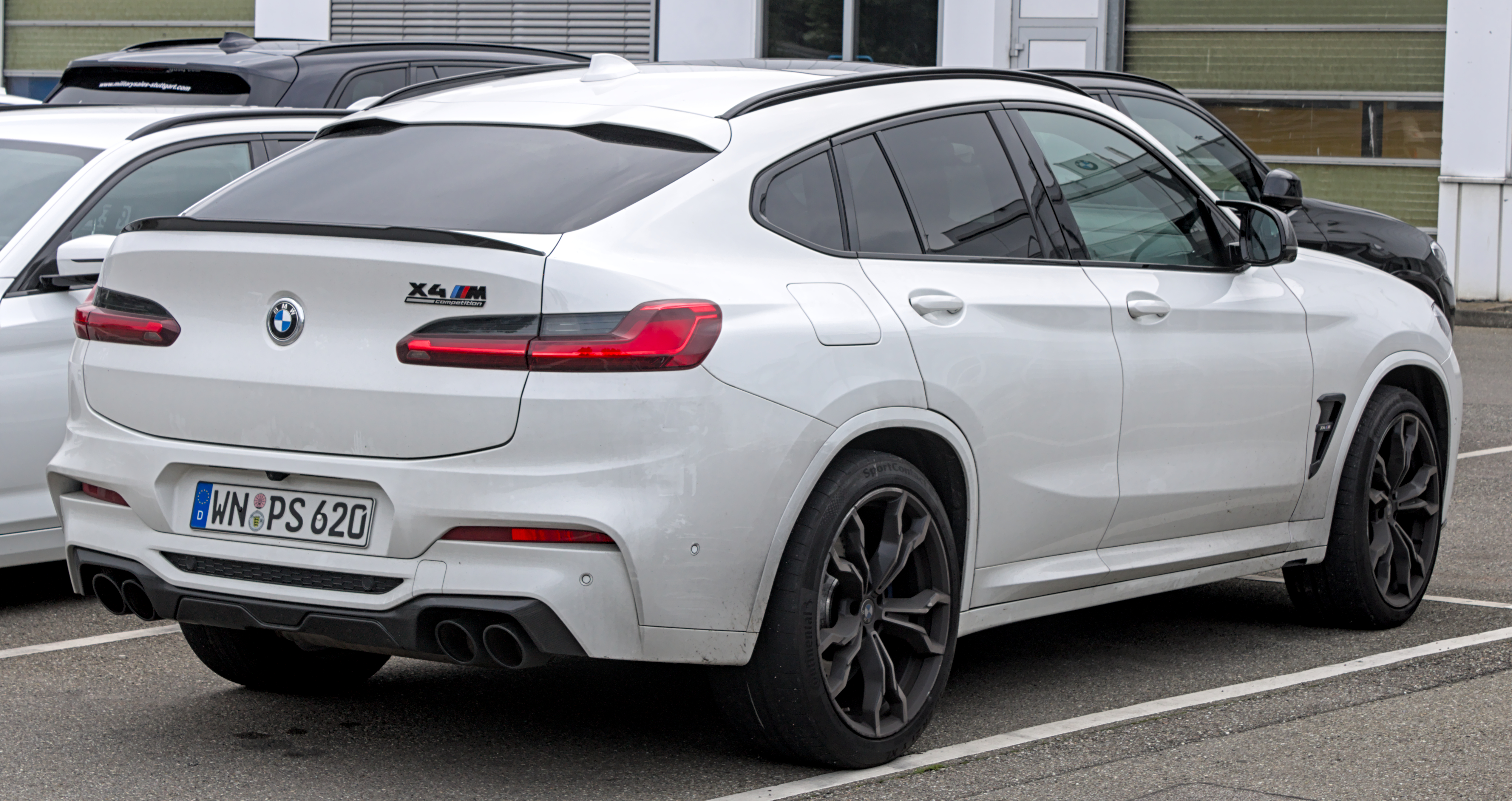
BMW X4 M Competition (G02)

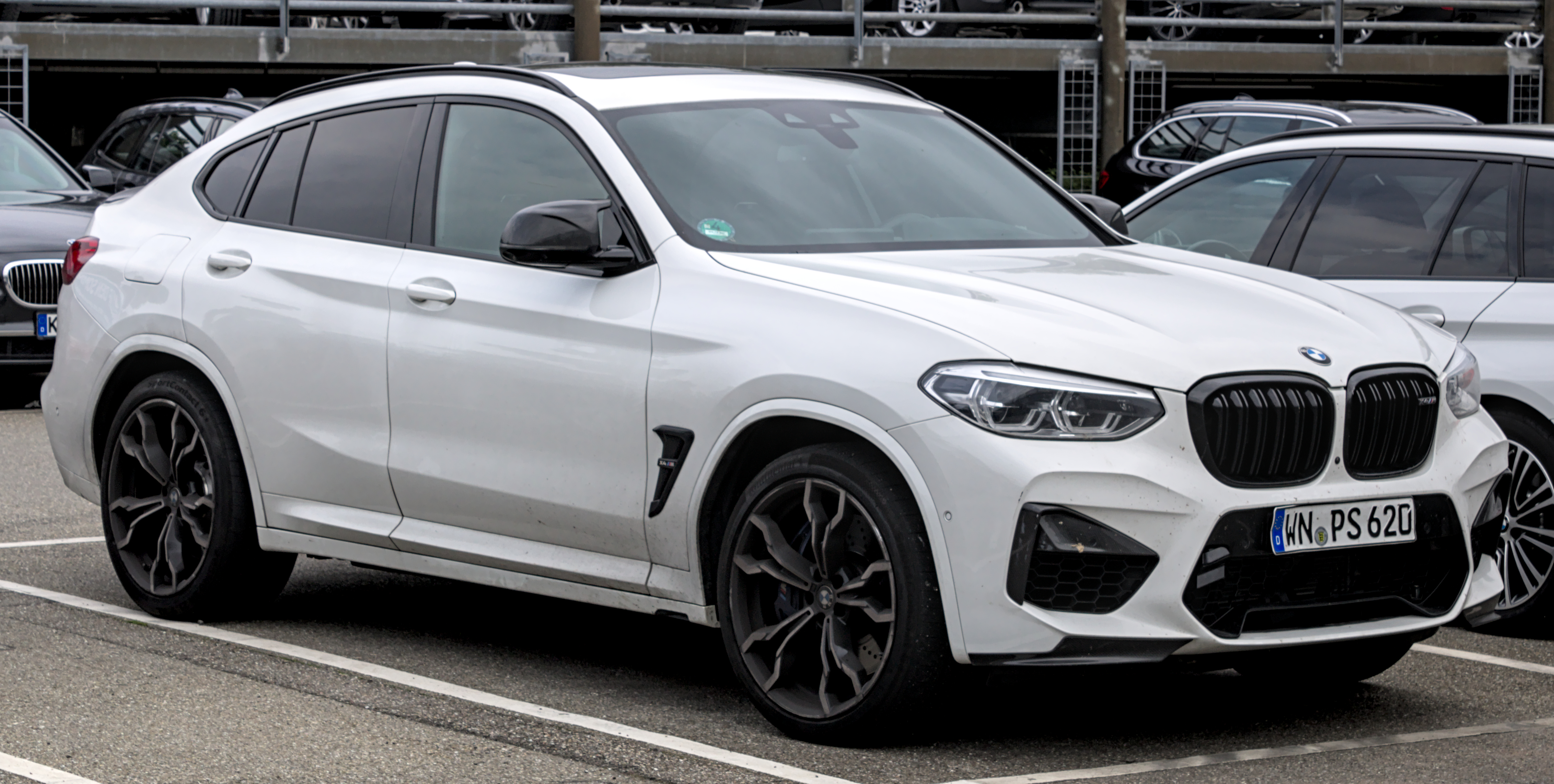
BMW X4 M Competition (G02)

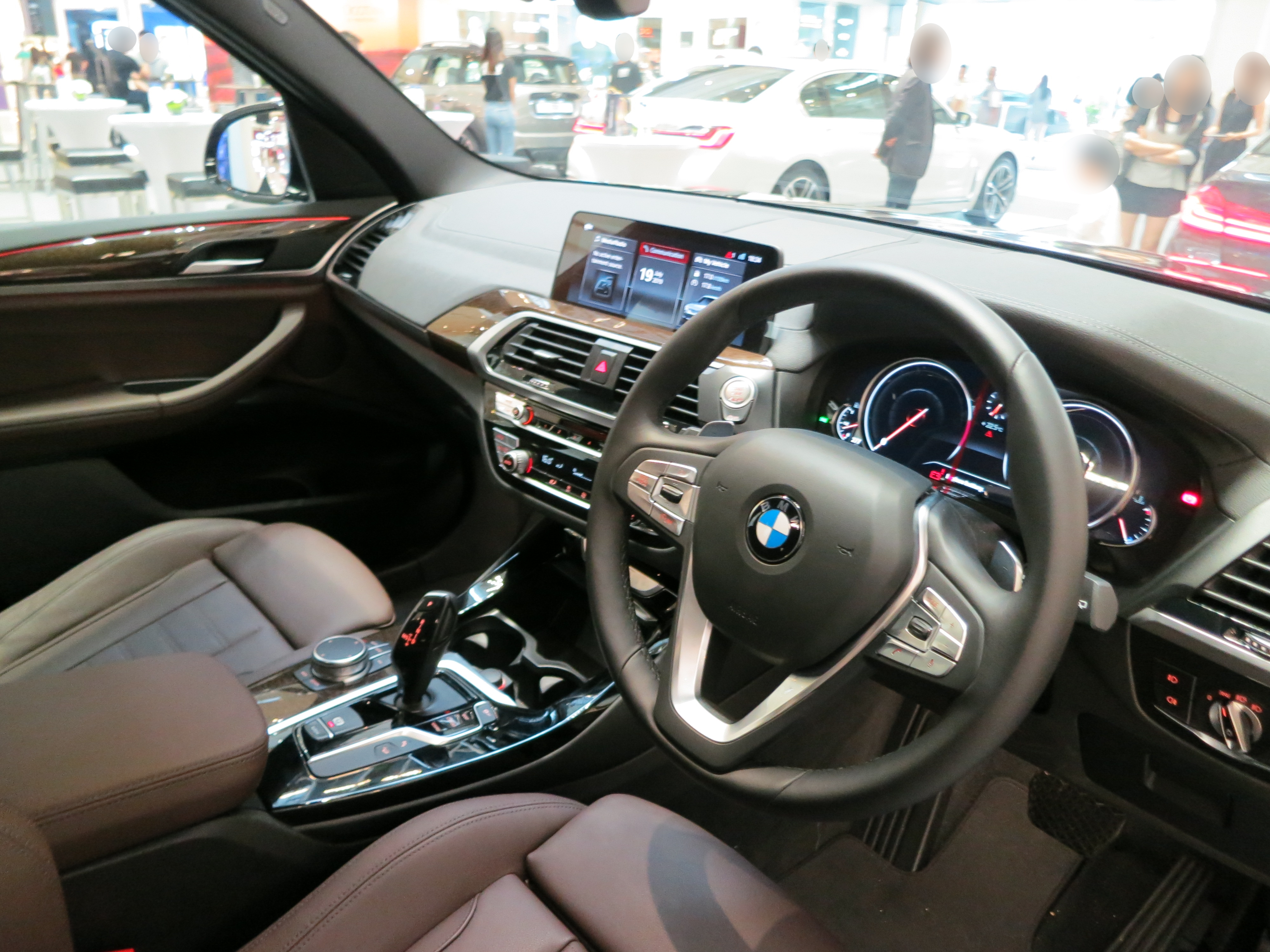

14 лютого 2018 року представлено новий BMW X4 (заводський індекс G02). В порівнянні з попереднім паркетником додано в довжину 81 мм (до 4752), ширину 37 мм (до 1918), а висота зменшилася на три міліметра (до 1621). Колісна база зросла на 54 мм (до 2864).
Модель отримала покращений салон, кілька варіантів оформлення екстер'єру (xLine, M Sport X і M Sport), сучасні модульні мотори, а також стала на 50 кг легша.
У 2021 році BMW додав до опцій моделі X4 Android Auto та розширив список стандартних функцій безпеки. 
Об'єм багажника BMW X4 складає 525 л.

### Двигуни
Бензинові
- xDrive20i 2,0 л I4 184 к.с.
- xDrive30i 2,0 л I4 252 к.с.
- M40i 3,0 л I6 360 к.с.

Дизельні
- xDrive20d 2,0 л I4 190 к.с.
- xDrive30d 3,0 л I6 265 к.с.
- xDriveM40d 3,0 л I6 326 к.с.

## Виробництво і продаж
| рік  | виробництво | продаж | продаж |
| рік  | виробництво | Європа | США    |
| ---- | ----------- | ------ | ------ |
| 2014 | 21,688      | 10,845 | 2,653  |
| 2015 | 55,050      | 23,380 | 6,429  |
| 2016 | 58,055      | 24,840 | 4,989  |
| 2017 | 52,167      | 21,881 | 5,198  |
| 2018 | 66,792      | 17,943 | 4,323  |
| 2019 | 61,569      | 26,434 | 8,758  |
| 2020 | 55,237      | 16,981 | 7,677  |